# Way of War
Way of War (Originaltitel: The Way of War) ist ein US-amerikanischer Film aus dem Jahr 2009. Er wurde von Louisiana Media Productions produziert.

## Handlung
David Wolf hat bei einem Kampfeinsatz im Nahen Osten von einer Verschwörung erfahren, in die der Präsident der Vereinigten Staaten persönlich involviert ist. Als er zurück in die USA kommt, wird er in einem Bus festgenommen. Er flieht und wehrt sich gegen die US-Regierung, die ihn als Bedrohung ansieht und mit allen Mitteln jagt.
Zunächst ahnt Wolf nichts von den eigentlichen Hintergründen und vermutet, dass man ihn nur um seine Auszahlungsbox bringen will. Doch als er feststellt, dass Bundesagenten seine Freundin getötet haben und vor nichts zurückschrecken, ist auch er zu allem entschlossen. Er findet einen unfreiwilligen Verbündeten, in Mac, einem Ladenbesitzer, der Zeuge eines Angriffs von zwei Killern auf Wolf wird und ihm das Leben rettet. Im Gespräch miteinander müssen sie feststellen, dass beide einen ähnlichen Schicksalsschlag zu verzeichnen haben, denn auch er hat ein Familienmitglied verloren.
Da Wolf alle Tricks kennt, ist er seinen Verfolgern stets einen Schritt voraus. Es gelingt ihm mit dem US-Verteidigungsminister persönlich zusammenzutreffen und ihn zur Rede zu stellen. Dies bedeutet jedoch das Todesurteil für den Minister, der nach dem Treffen von Agenten erschossen wird. Wolf entkommt.

## Hintergrund
- Die Produktionskosten betrugen 5 Millionen US-Dollar.
- Gedreht wurde der Film in Baton Rouge, Louisiana.
- Der Film hatte seine DVD-Premiere am 10. Februar 2009 in den Vereinigten Staaten.

## Kritik
Die Fernsehzeitschrift TV Spielfilm urteilte kurz und knapp: „Verschwurbelte Handlung.“